# Allium sardoum
Allium sardoum — вид квіткових рослин з підродини цибулевих (Allioideae). Ендемік Середземномор'я: Албанія, Алжир, Болгарія, Франція, Греція, Італія (у тому числі Сардинія, Сицилія), Лівія, Марокко, Португалія, Іспанія, Туніс, Туреччина (у тому числі європейська), колишня Югославія.

## Опис
Частки оцвітини 3–3.8 мм, без плями, але з вузькою довгасто-лінійною, зеленою або рожевою смугою.